# Кам'янська телещогла
Кам'янська телещогла — телекомунікаційна щогла заввишки 239 метрів, споруджена у 1973 році в смт Кам'янка Запорізької області.

## Характеристика
Висота вежі становить 239 метрів. Вага конструкції — 271 тонна. Висота над рівнем моря — 242 метри. Радіус потужності покриття радіосигналом становить 65 кілометрів. Прорахунок для DVB-T2 — 240 метрів.